# Dieter Vogt (Zoologe)
Dieter Vogt (* 30. März 1927 in Guben; † 29. April 2020) war ein deutscher Ichthyologe und Aquarianer.

## Leben
Vogt absolvierte die Gymnasien in Guben, Büsum und Cottbus. Dem Einberufungsbefehl in die Schutzstaffel entging er, indem er sich freiwillig bei der Marine bewarb. Nach dem Krieg und dem Abschluss nötiger Ergänzungs-Prüfungen begann er ein Zoologiestudium an der Universität Rostock. Da er von seinen Eltern keine finanzielle Unterstützung erhielt, arbeitete Vogt nebenher als Artist, Raubtier-Dompteur, Musiker und als Gymnasiallehrer. Während seiner pädagogischen Tätigkeit lernte er seine zukünftige Frau Brigitte kennen. 1948 wechselte Vogt von Rostock an die Humboldt-Universität zu Berlin. Zur Finanzierung seines Studiums arbeitete er in der Säugetierabteilung im Museum für Naturkunde, wo er Spitzmaus-Schädel sortierte. 1953 bestand Vogt sein Examen mit einer Diplomarbeit über die Wiesel der Erde. Im selben Jahr gründete er die Zeitschrift Aquarien – Terrarien, wo sein Freund Heinz Wermuth Redaktionsbeirat wurde. In den 1950er Jahren floh Vogt in die Bundesrepublik Deutschland und ließ sich in Stuttgart nieder. Im Sommer 1957 wurde er Chefredakteur bei der DATZ. Unter seiner Schriftleitung wuchs die Seitenzahl der Zeitschrift, die Aufmachung und das Schriftbild änderten sich und es kamen immer mehr Farbfotos hinzu. In den 1980er Jahren war die DATZ die auflagenstärkste Fachzeitschrift auf dem Gebiet der Aquaristik und Terraristik.
1961 veröffentlichten Vogt und Wermuth das Knaurs Aquarien- und Terrarienbuch, das in mehrere Sprachen übersetzt wurde und heute zu den Standardwerken der Vivaristik zählt. Im selben Jahr übersetzte er das Buch Knaurs Tierreich in Farben: Fische von Earl S. Herald ins Deutsche.
1978 beschrieb Vogt den Moskitobärbling (Boraras brigittae) aus Indonesien, den er nach seiner Frau benannte. Im selben Jahr beschrieb er die lebendgebärenden Arten Nomorhamphus brembachi und Nomorhamphus liemi aus der Ordnung der Hornhechtartigen (Beloniformes).

## Dedikationsnamen
Manfred Brembach benannte 1982 die Art Dermogenys vogti aus der Ordnung der Hornhechtartigen zu Ehren von Vogt.

## Schriften (Auswahl)
- (mit Otto Wagner und Joachim Knaack) Aquarienchemie, 1956
- (mit Willy Schulz-Kabbe (Illustrator)) Taschenbuch der tropischen Zierfische I, 1956
- (mit Willy Schulz-Kabbe (Illustrator)) Taschenbuch der tropischen Zierfische II, 1957
- Kleine Aquarienkunde, 1957
- Salmler I, 1959
- Salmler II, 1959
- (mit Heinz Wermuth) Knaurs Aquarien- und Terrarienbuch. Das Haus- und Handbuch der Vivaristik, 1961
- Welse – Beliebte Aquarienfische und solche die es werden sollten, 1962
- Buntbarsche, 1962
- (mit Werner Ladiges) Die Süsswasserfische Europas bis zum Ural und Kaspischen Meer, 1965
- Knaurs Anglerbuch. Das Haus- und Handbuch für Sportfischer, 1971
- Tropische Barsche und Heringsfische, 1972
- Salmler III, 1973
- (mit Franco de Carli) Fische. Entwicklungsgeschichte, Arten, Lebensräume, 1976